# Сан-Карлус (Санта-Катарина)
Сан-Карлус (порт. São Carlos)  —  муниципалитет в Бразилии, входит в штат Санта-Катарина. Составная часть мезорегиона Запад штата Санта-Катарина. Входит в экономико-статистический  микрорегион Шапеко. Население составляет 10 372 человека на 2007 год. Занимает площадь 158,988 км². Плотность населения — 54,6 чел./км².
Праздник города —  24 октября.

## История
Город основан 24 октября 1927 года.

## Статистика
- Валовой внутренний продукт на 2003 составляет 81.009.477,00 реалов (данные: Бразильский институт географии и статистики).
- Валовой внутренний продукт на душу населения на 2003 составляет 9.006,06 реалов (данные: Бразильский институт географии и статистики).
- Индекс развития человеческого потенциала на 2000 составляет 0,811 (данные: Программа развития ООН).

## География
Климат местности: мезотермический гумидный.